# Indol-3-acetaldehid oksidaza
Indol-3-acetaldehid oksidaza (EC 1.2.3.7, indolacetaldehidna oksidaza, IAAld oksidaza, AO1, indol-3-acetaldehid:kiseonik oksidoreduktaza) je enzim sa sistematskim imenom (indol-3-il)acetaldehid:kiseonik oksidoreduktaza. Ovaj enzim katalizuje sledeću hemijsku reakciju
(indol-3-il)acetaldehid +H2O + O2 {\displaystyle \rightleftharpoons } (indol-3-il)acetat +H2O2
Ovaj enzim je hemoprotein. On je izoforma aldehid oksidaze (EC 1.2.3.1). On ima preferenciju za aldehide sa indolnim prstenom. Smatra se da on učestvuje u biosintezi biljnih hormona, jer je njegova aktivnost veća kod mutanata koji prekomerno formiraju auksin, u odnosu na divlji tip Arabidopsis thaliana. Dok je (indol-3-il)acetaldehid preferentni supstrat, ovaj enzim takođe oksiduje indol-3-karbaldehid i acetaldehid, mada sporo. Enzim iz kukuruza sadrži FAD, gvožđe i molibden.

## Literatura
- Nicholas C. Price; Lewis Stevens (1999). Fundamentals of Enzymology: The Cell and Molecular Biology of Catalytic Proteins (Third изд.). USA: Oxford University Press. ISBN 019850229X.
- Eric J. Toone (2006). Advances in Enzymology and Related Areas of Molecular Biology, Protein Evolution (Volume 75 изд.). Wiley-Interscience. ISBN 0471205036.
- Branden C; Tooze J. Introduction to Protein Structure. New York, NY: Garland Publishing. ISBN 0-8153-2305-0.
- Irwin H. Segel. Enzyme Kinetics: Behavior and Analysis of Rapid Equilibrium and Steady-State Enzyme Systems (Book 44 изд.). Wiley Classics Library. ISBN 0471303097.

## Spoljašnje veze
- Indole-3-acetaldehyde+oxidase на 